# マルニ (食塩)
マルニ株式会社（Maruni Corporation）は、大阪府八尾市に本社を置く食塩メーカーである。1949年創業。

## 会社概要
1909年二宮忠八が塩の製造を開始。忠八の次男・二宮顕次郎により大阪にて同社設立。家庭用食塩としてその名を知られる「エンリッチ」の製造販売をおこなう。2002年4月に塩事業法の期限終了に伴う食塩の自由化後も、一般食塩メーカーとして高いシェアを持つ企業の一つである。
2021年12月に本社及び東京営業所を現住所に移転。
主力製品である「エンリッチ」以外にも、近年では真夏の炎天下でのスポーツ・作業時の熱中症を防止すべく、タブレットタイプで水と共に塩分を補給する「ポータブルソルト」なる製品も販売している。
京都府八幡市には、二宮忠八が創建した飛行神社と二宮忠八資料館が存在する。二宮は日本で初めて飛行原理を研究した人物として知られ、同社創業以前には、香川県丸亀市の歩兵練兵場にて、ゴムの動力による飛行機を開発するなどしていたことで知られる。のちに大阪へ移り、同社を創業の後も、飛行機事故による多数の物故者を祀るべく同神社を創建し、現在でも4月29日に例祭が執り行われている。